# Callan Rydz
Callan Rydz (Newcastle upon Tyne, 1998. július 3. –) angol dartsjátékos. 2017-től a Professional Darts Corporation tagja. Beceneve "The Riot". Eddigi legjobb eredményét a 2022-es világbajnokságon érte el, ahol egészen a negyeddöntőig jutott, de szoros küzdelemben a későbbi világbajnok Peter Wrighttól kikapott.

## Pályafutása
Rydz a 2018-as PDC Q-School-on próbált először Pro Tour-kártyát szerezni, de a visszaszámlálás szabálya miatt (döntetlen esetén visszafelé nézik a korábbi vrsenyeredményeket, és az alapján rangsorolnak) lemaradt erről. Egész évben játszott a Challenge Tour és a Development Tour versenyein, az utóbbi eredményeként kvalifikálta magát a 2018-as PDC Ifjúsági Világbajnokságra, ahol továbbjutott csoportkörön. Sikerült bejutnia az elődöntőbe, többek között az első helyen kiemelt Luke Humphries elleni győzelemmel, de 6–3-ra kikapott a későbbi második helyezett Martin Schindlertől. A 2019-es Q-Schoolban is megpróbált Tour Card-ot nyerni. Ekkor a 10. helyen végzett, de a visszaszámlálás miatt ismét nem sikerült. Rydz rendkívül jól játszott, mindössze 105 leg alatt 39 darab 180-at dobott, ami magasabb arány volt, mint Michael van Gerwen, Gary Anderson és Dave Chisnall 2018-as teljesítménye.
Rydz úgy kvalifikálta magát a 2019-es UK Openre, hogy megnyerte az amatőr selejtezőt Wolverhamptonban, de már az első körben kikapott Jamie Hughes-tól. 2019. április 21-én nyerte meg első PDC-címét a 2019-es nyolcadik Development Tour-on, ahol a döntőben 5–2-re legyőzte Luke Humphriest. A 2019-es Players Championshipen Rydz 2 év után először mutatkozott be Pro Tour-eseményen, és egyből a negyeddöntőbe is jutott. Legyőzte Stephen Burtont, Chris Dobeyt, Steve Beatont és Brendan Dolant, majd 6–3-ra kikapott a végső győztes James Wade-től. A Development Tour győzelmet egy Challenge Touron elért első hely követte 2019. augusztus 11-én, amikor a döntőben 5–2-re verte David Evanst. Rydz 2019. szeptember 28-án a Challenge Tour rangsorának élére került a 18. verseny megnyerésével, Cody Harrist legyőzve a címért. A ranglistán elért első helyével kétéves PDC Tour Card-ot szerzett, és kvalifikálta magát a 2020-as PDC-dartsvilágbajnokságra. November 4-én bejutott a 2019-es PDC ifjúsági világbajnokság negyeddöntőjébe, de 6–2-re kikapott Adam Gawlastól. 
Rydz 2021. február 26-án nyerte meg első profi tornáját, a 2021-es PDC Pro Tour második versenyét, a döntőben 8–7-re legyőzve Jonny Claytont. Rydz kvalifikálta magát a 2021-es World Matchplay, ahol debütálásakor egyből eljutott a negyeddöntőig, amihez 2 világbajnokot is legyőzött: Glen Durrant 10–6-ra, Rob Cross 11–8-ra kapott ki tőle, a tornáról végül Krzysztof Ratajski ejtette ki (8–16).
A 2022-es világbajnokságot a nem kiemeltek közüli legjobbként kezdhette meg. Jamada Jukin és Brendan Dolanon 3–0-val, Nathan Aspinallon 4–0-val lépett túl, Alan Soutart pedig 4–1-re győzte le. A későbbi győztessel, Peter Wrighttal igen szoros meccset vívott, ahol többször is 2 szettes előnybe került, végül a döntő szett hosszabbításában sikerült csak Wrightnak legyőznie őt (4–5).

## Világbajnoki szereplései

### PDC
- 2020: Második kör (vereség  Danny Noppert ellen 2–3)
- 2021: Második kör (vereség  James Wade ellen 0–3)
- 2022: Negyeddöntő (vereség  Peter Wright ellen 4–5)
- 2023: Második kör (vereség  Josh Rock ellen 0–3)
- 2024: Második kör (vereség  Ricardo Pietreczko ellen 2–3)
- 2025: Negyeddöntő (vereség  Michael van Gerwen ellen 3–5)

## Tornagyőzelmei
| Players Championships - Players Championship (BAR): 2021, 2023 - Players Championship (BOL): 2021 Development Tour - Development Tour: 2019, 2020 | Challenge Tour - Challenge Tour: 2019 (x2) - Finder Masters Youth: 2014 |